# Tomás Carrasquilla
Tomás Carrasquilla Naranjo (Santo Domingo, Antioquia, 17 de enero de 1858 - Medellín, 19 de diciembre de 1940) fue un escritor, abogado, intelectual y político colombiano activo entre la segunda mitad del siglo XIX y la primera del siglo XX en la región de Antioquia.  
Se dedicó a trabajos como: sastre, secretario de un juez, almacenista en una mina y trabajador del Ministerio de Obras Públicas. Era un ávido lector y uno de los escritores literarios colombianos más originales, que influyó en gran medida en la generación más joven de su tiempo y las generaciones posteriores. 
Carrasquilla era poco conocido en su época, según Federico de Onís, un estudioso de las obras de Carrasquilla. Fue solo después de 1936, cuando ya tenía 78 años, al ser galardonado con el Premio Nacional de Literatura, que Carrasquilla obtuvo un reconocimiento nacional. El Parque biblioteca Tomás Carrasquilla lleva su nombre en su honor.
Comenzó sus estudios en la Universidad de Antioquia, pero tuvo que parar su estudio y retirarse por las guerras civiles de la época a finales del siglo xix  y principios del siglo XX. Tuvo problemas económicos y se internó en la mina de San Andrés, cerca de los municipios de Argelia y Sonsón. Finalmente vivió en Bogotá donde trabajó como funcionario del ministerio de Obras Públicas y regresó de Medellín donde escribió sus dos obras "La marquesa de Yolombó" y "Hace tiempos".
Un intelectual comprometido, Carrasquilla organizó tertulias —reuniones sociales para leer libros y discutirlos— en su casa de Medellín. Muchos jóvenes escritores e intelectuales de su tiempo se unieron a esas tertulias; desde entonces se le llamó "Maestro Tomás Carrasquilla ". Entre los admiradores de Carrasquilla se encontraba el filósofo colombiano Fernando González Ochoa. 
 Amante de los libros, organizaba tertulias literarias que en Medellín se hicieron bastante célebres durante los últimos años de su vida y en las cuales comenzó a ser llamado "Maestro Tomás Carrasquilla".
De Onís argumenta que el trabajo de Carrasquilla pasó desconocido en Colombia y en el extranjero en ese momento porque vivió durante dos períodos diferentes de la literatura latinoamericana: Costumbrismo y Romanticismo, que tuvo representantes como José Asunción Silva en Colombia, y la llegada del Modernismo como reacción contra Costumbrismo. Como muchos clasifican el trabajo de Carrasquilla como Costumbrista, también Onís.

## Contexto General
La vida de Carrasquilla se extendió por 82 años, convirtiéndose en un vínculo entre dos épocas en la historia de Colombia. Cuando nació en 1858, el país se llamaba República de Nueva Granada, recientemente independiente de España. En su obra La marquesa de Yolombó, Carrasquilla describió cómo las personas más simples de finales del siglo XVIII vieron los acontecimientos que rompieron la dependencia política de Colombia con España.
También era ciudadano de los llamados Estados Unidos de Colombia (1863-1886), una época en que la región Paisa vio la colonización de las actuales zonas cafeteras. También vio la revolución industrial colombiana a principios del siglo XX, la Guerra de los Mil Días y muchos otros cambios en su país.
Las guerras civiles colombianas del siglo XIX fueron la razón por la cual Carrasquilla no pudo terminar sus estudios de Derecho en la Universidad de Antioquia.
Una de esas guerras civiles se reflejó en sus obras Luterito y El Padre Casafús (en inglés, "The Reverend Casafús "). Esos libros se ubicaron en el contexto de la guerra civil de 1876, iniciada por los partidarios conservadores de Antioquia, Cauca y Tolima contra el gobierno liberal del presidente Aquileo Parra, que tenía la intención de secularizar la educación. La historia se desarrolla en el pueblo de Cañasgordas, donde un grupo de combatientes se prepara para "defender la fe".  En este caso, el trabajo de Carrasquilla es un acercamiento a los sentimientos más profundos de las personas durante los eventos históricos.

## Vida
Tomás Carrasquilla trabajó en diversos oficios, sastre, secretario de un juzgado, dispensario de una mina y funcionario del Ministerio de Obras Públicas. Las Guerras civiles de Colombia a comienzos del siglo XX impidieron que Carrasquilla terminara sus estudios en la Universidad de Antioquia.
Fue amigo de Fernando González, y conoció al caricaturista Ricardo Rendón, y al escritor León de Greiff, cuando ellos acababan de fundar el grupo de Los Panidas.
Por otra parte, según el escritor e investigador puertorriqueño Lawrence La Fountain-Stokes, Carrasquilla era homosexual.
El 19 de diciembre de 1940 fue operado a causa de una gangrena, falleciendo el  mismo día en Medellín a los 82 años por la enfermedad ya nombrada.

### Primeros años
Carrasquilla nació en Santo Domingo, un pueblo andino al noreste de Medellín, en la montaña antioqueña. Era hijo de Isaza Carrasquilla y Ecilda Naranjo Moreno. Su familia poseía algunas minas de oro, y esto le permitió vivir lo suficientemente bien y dedicarse a escribir. Uno de sus amigos, también nacido en Santo Domingo, fue el escritor Francisco de Paula Rendón.
A los 15 años, se mudó a Medellín para terminar su educación secundaria en la Universidad de Antioquia; continuó su estudio de derecho allí. Tuvo que abandonar sus estudios de derecho debido al comienzo de la guerra civil.
Regresó a Santo Domingo, donde trabajó como sastre e hizo algunos trabajos en el municipio. Carlos Eugenio Restrepo lo invitó al Café Literario, donde tuvo que escribir un cuento para ser admitido. Escribió Simón el Mago ("Simón el mago "), una de sus historias más populares. Simón fue publicado en 1890 y llevado al cine por el director colombiano Víctor Gaviria en 1993.

### Escritor
En 1896, Carrasquilla viajó a Bogotá para la publicación de su primera novela, "Frutos de mi tierra", escrita para demostrar que cualquier tema puede ser una historia, que fue muy bien recibida por la crítica. [ cita requerida ] En ese viaje, conoció a José Asunción Silva, a quien algunos años después dedicaría el ensayo "Para el poeta".
Regresó a Antioquia y tuvo un accidente al caerse de un caballo, lo que lo hizo quedarse en Medellín por un tiempo. Cuando regresó a Santo Domingo, se dedicó a escribir, hasta 1904, cuando perdió su fortuna debido a la bancarrota del Banco Popular. Luego obtuvo trabajo como almacenista en una mina de oro de Sonsón hasta 1909.
Después de que Carrasquilla regresó a Medellín, tuvo una vida social y cultural muy animada, asociándose con jóvenes intelectuales como Fernando González Ochoa, quien se convirtió en uno de sus mejores amigos por el resto de su vida.  González fue uno de los más grandes admiradores de Carrasquilla. 
Carrasquilla también conocía al dibujante Ricardo Rendón y al grupo escéptico Los Panidas (a quien apoyó, pero nunca se unió).
En 1914, Carrasquilla trabajó para el periódico más antiguo de Colombia, El Espectador, cuando esa publicación fue editada en Medellín. Pero poco después, se mudó a Bogotá, donde trabajó para el Ministerio de Obras Públicas hasta 1919. 
Regresando a Medellín, continuó estudiando literatura, y en 1928 publicó "La marquesa de Yolombó", una de las obras más conocidas de la literatura colombiana. 

### Últimos años
El escritor se quedó en Cali cuando su salud comenzó a deteriorarse y comenzó a quedarse tieso. En 1934, una cirugía le devolvió movilidad, aunque limitada. Sin embargo, esto no fue un obstáculo para su escritura, ya que comenzó a dictar sus obras. En 1935, Carrasquilla fue condecorado con la Cruz de Boyacá. Escribió Hace Tiempos (" Hace mucho tiempo ") por dictado entre 1936 y 1937. Dicho trabajo le valió el Premio Nacional de Literatura y Ciencia José María Vergara y Vergara de la Academia Colombiana de Idiomas, lo cual le dio fama nacional y atrajo a críticos internacionales, que admiraban su trabajo y rescataron su nombre casi del anonimato.
El 19 de diciembre de 1940 falleció a sus 82 años en las instalaciones del Hospital San Vicente de Paúl. Fue inhumado en el Cementerio Museo San Pedro, allí estuvo hasta el 18 de marzo de 1971, fecha en la que por decisión de su familia, sus restos fueron exhumados y trasladados a un osario en la Catedral de Medellín, después de 51 años, en noviembre de 2022 fueron otra vez exhumados para luego ser nuevamente depositados en el Cementerio Museo San Pedro, pero antes de volver allí sus restos estuvieron en el Laboratorio de Osteología de la Universidad de Antioquia, en donde un equipo de investigadores lo estudió buscando comprender cómo fueron los padecimientos que sufrió durante sus últimos años de vida. Finalmente el 19 de abril de 2023 sus restos fueron inhumados en un mausoleo en el Cementerio Museo San Pedro.

## Entre el costumbrismo y el modernismo
Carrasquilla es visto generalmente como un autor costumbrista, debido al contexto cultural de su mundo. Los detalles tradicionales de la gente sencilla y las descripciones de paisajes en su obra son característicos del Costumbrismo, que se desarrolló en España y América Latina durante el siglo XI. El objetivo del autor costumbrista es la descripción del marco de las tradiciones de un pueblo sin más comentarios sobre el respeto y como consecuencia del romanticismo. [ aclaración necesaria ]

A finales del siglo XIX, el modernismo comenzó a aparecer en América Latina y España. En Colombia, el modernismo tenía autores, periodistas, artistas y fotógrafos como González, Greiff, Rendón y Matiz. El modernismo se desarrolló como un contador contra el costumbrismo. Según Federico de Onís, Carrasquilla conocía, e incluso compartía, las nuevas tendencias del modernismo; Por ejemplo, apoyó a Los Panidas, pero mantuvo su propio estilo y originalidad. 
Hablando estrictamente, siempre fue un escritor independiente, y su mayor mérito y originalidad se manifiestan en su capacidad de permanecer libre de la imitación directa de cualquier influencia, aunque todos los que recibió están latentes en su trabajo.

- 
En este sentido, la clasificación de Carrasquilla como costumbrista no es exacta. Según De Onís, el trabajo de Carrasquilla parte del costumbrismo estático del siglo XIX, que se describe a través de una descripción detallada:
Su obra literaria es igual y diversa; diversa, a diferencia del trabajo de costumbristas del siglo XIX que describía sus pinturas, paisajes y personajes usando el mismo patrón; igual, en que su trabajo siempre impregna la sustancia de Antioquía, y esta realidad externa única siempre se ve a través de su personalidad.

- 
Para el periodista colombiano Carlos Uribe de los Ríos, la clasificación de Carrasquilla como autor costumbrista le causó una larga marginación dentro de la literatura colombiana:
Carrasquilla fue menospreciado por algunos escritores bogotanos de su tiempo, quienes lo consideraban provincial. Y como el maestro de Santo Domingo pensaba lo mismo de sus rivales, no fue fácil en ese contexto generar buenos sentimientos sobre el trabajo del autor antioqueño que llevó su trabajo a su mérito justo más allá de los límites de su provincia. Si el profesor canadiense Kurt Levy hubiera escrito una biografía crítica de él,  mucha menos gente recordaría hoy al escritor colombiano y sus novelas más notorias según sus críticos: La Marquesa de Yolombó, Frutos de mi tierra y un gran parte de sus cuentos. Don Tomás Carrasquilla fue un escritor capaz de cosechar anécdotas simples y directas de la vida cotidiana, y transformarlas en historias desconcertantes, intensas y hermosas. Era un maestro de los detalles, de la descripción en filigrana, de la palabra apropiada, con la ventaja de saber cómo mantener el interés constante del lector. Irónico, a veces despiadado, tierno cuando estaba en forma y dueño de esa intensidad indispensable para transformar una historia ordinaria en una narrativa mental y emocionante. 

## Legado
Numerosos jóvenes escritores e intelectuales antioqueños de la época de Tomás Carrasquilla recibieron una notable influencia de su obra; entre ellos el filósofo envigadeño Fernando González quien profesaba una gran admiración y afecto por Carrasquilla.
Una de las razones planteada por De Onís acerca de por qué la obra de Carrasquilla fuera tan desconocida en Colombia y en el extranjero se debe a que vivió entre dos épocas muy diferentes de la literatura latinoamericana: el costumbrismo y el romanticismo que en Colombia tuvo representantes como José Asunción Silva, a quien Carrasquilla conoció personalmente, y el advenimiento del modernismo que fue una reacción en contra del costumbrismo. Al clasificarse a Carrasquilla como costumbrista, la crítica modernista lo dejó por fuera.

### Fernando González

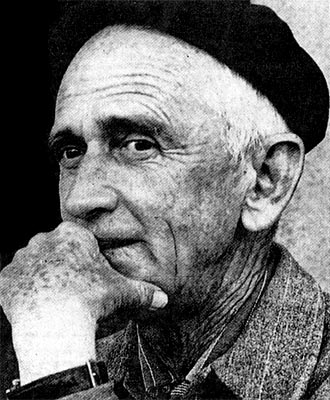
«¿Sabe lo que más me gusta de sus obras? Pues el antioqueñismo, un antioqueñismo pasado y repasado por muchos libros y por muchos cedazos. Dígole, pues, Fernando amigo, que si con sus obras anteriores ha cosechado muchos lauros, con ésta serán para agobiarlo»: de la carta de don Tomás Carrasquilla a Fernando González Ochoa con motivo de la publicación de la obra El Hermafrodita Dormido del Filósofo de Otraparte.

Si hay que presentar una prueba de que Carrasquilla fue más que costumbrista y que utilizó en sus obras elementos del modernismo realista, es la relación intelectual y la gran amistad que lo unió al "Filósofo de Otraparte", como era llamado Fernando González. Con una diferencia de edad de 39 años, González conoció a Carrasquilla en Medellín al tiempo que fundaba con Rendón y De Greiff el grupo literario Los Panidas.
González, otro de los grandes maestros de la escritura en Colombia, escribió un ensayo sobre el autor, "Hace Tiempos de Carrasquilla", en donde dice:

Este Carrasquilla es tan mirón, tan escuchador, tan sastre de ropas y de almas, tan realista tan semidiós que se nutre de las energías de su patria antioqueña, que a pesar de que soy cuarentón estéril, al leerlo y al oírlo, me empreña de este juicio: es único en Colombia; es orgullo colombiano, es el que puedo enviarle a M. Bréal, para que vea que somos iguales a los europeos (...)
F. González.

## Obras
En su tiempo las obras tuvieron una gran difusión en la Región Paisa, ello no quiere decir que haya pasado desapercibida ni en Colombia ni en el exterior. Especialmente a partir de 1936 con el reconocimiento que el autor recibió en el Concurso Nacional de Cuento, su obra atrajo la atención de críticos de la literatura como los chilenos Arturo Torres Rioseco y Mariano Latorre y mantuvo una afectuosa amistad con otros escritores como José Martí y Miguel de Unamuno a través de una vasta correspondencia. Las obras de Carrasquilla se dividen en novelas, cuentos, ensayos, artículos y epistolario. En 1906 le confesó a un amigo en una carta que «escribe por apremios económicos, estando como está arruinado», pero en realidad si bien tuvo su momento de crisis económica, tuvo en realidad buenos recursos para subsistir toda una vida de soltería. Muchos de sus primeros artículos y cuentos fueron publicados a principios del siglo en la revista Alpha y en otras publicaciones, reunidas después en compendios. Algunas columnas que escribió en ciertos periódicos, entre ellos El Espectador, le han ganado el título de periodista ante algunos comentaristas, pero en realidad se trató de una función muy esporádica que no tiene mayor incidencia que las columnas conservadas por la importancia de su autor. Su obra más representativa es obra completa

## Novelas
- (1896) Frutos de mi tierra
- (1897) En la diestra de Dios padre
- (1897) Dimitas Arias
- (1903) Salve, Regina
- (1906) Entrañas de niño
- (1910) Grandeza
- (1914) El Rifle
- (1920) Ligia Cruz
- (1920) El Padre Casafus
- (1925) El Zarco
- (1928) La Marquesa de Yolombó
- (1935–1936) Hace tiempos

## Cuentos
- (1890) Simón El Mago
- (1890) Palonegro
- (1901) A la plata
- (1898) El ánima sola
- (1899) San Antoñito
- (1926) Rogelio
- (1914) El prefacio de Francisco Vera

## Colecciones
Los artículos e historias de Carrasquilla que aparecieron en diferentes publicaciones de Medellín a principios del siglo XX se reunieron en dos colecciones:
- (1914) Homilías
- (1934) Dominicales

### La Marquesa de Yolombó
La Marquesa de Yolombó (1926) es una novela histórica. Trata acerca de la reconstrucción de un pueblo colombiano Yolombó, a finales del siglo XVIII y en los proemios de los gritos de independencia. La novela es una perfecta descripción de las clases sociales reinantes en la época con los españoles y sus abolengos a la cabeza, los criollos blancos y las clases bajas conformadas por negros y mestizos. Yolombó fue durante esa época un punto destacado para la colonia por estar situado en una zona de explotación minera. En particular la población negra, por más que fuera bautizada dentro del catolicismo, conservaba sus creencias africanas.

### Simón el Mago
«Simón el Mago» fue un cuento escrito en 1890 en el que Carrasquilla se ríe de la superstición y la brujería y presenta las maneras cómo estas vienen del encuentro entre las tres razas, al caso, la negra representada por Frutos, la nana de Toñito a quien protege como a su propio hijo y en el cual tiene una gran influencia. El cuento es narrado en primera persona desde la perspectiva de Toñito como el recuento de un adulto de sus lejanos años de niñez.

Coger brujas, me dijo una vez, ¡es de lo más fácil! Pues más qui agarrar un puñado de mostaza y regala por toñíto el cuarto: a la noche viene la vagamunda... y echa a picar, a picar fruta e mostaza; y a lo que está bien agachada pañando, pues más que tirarle con el cinto e San Agustín... ¡Y así toñiito queda enlazada de patimano, enredada en el pelo! Un padrecito de la villa de Tunja cogía mucha asina y las amarraba de la pata diuna mesa; pero la cocinera del cura era tan boba que les daba güevo tibio, ¡y las malditas se embarcaban en la coca! (...)

## Premios
- Premio Nacional de Literatura José María Vergara y Vergara en 1938.